# NGC 6709
NGC 6709 é um aglomerado aberto na direção da constelação de Aquila. O objeto foi descoberto pelo astrônomo John Herschel em 1827, usando um telescópio refletor com abertura de 18,6 polegadas. Devido a sua moderada magnitude aparente (+6,7), é visível apenas com telescópios amadores ou com equipamentos superiores.